# Paul Coze
Pour les articles homonymes, voir Coze.
Paul Coze, né le 29 juillet 1903 à Beyrouth (Liban) et mort le 2 décembre 1974 à Phoenix (États-Unis) est un peintre, illustrateur, ethnologue et écrivain français, qui participa à la fondation des Scouts de France et contribua à la reconnaissance des cultures amérindiennes.

## Biographie

### La jeunesse de Paul et la fondation du scoutisme en France
Paul Coze est né à Beyrouth le 29 juillet 1903, de père français, Édouard Coze (1861-1942), ingénieur, et de mère russe, Sonia Dabiša-Kotromanić (dite aussi Sophie Wassillevna Dabija-Cotromanitch, 1870-1919), princesse russo-moldave descendante d’un roi de Serbie.
Son père avait été envoyé à Beyrouth — alors ville de l'Empire ottoman — pour y construire une usine à gaz. En 1912, il fut envoyé à Alexandrie, en Égypte comme directeur de la Banque ottomane.
L'Égypte étant à cette époque sous mandat britannique, le jeune mouvement scout — fondé par Lord Robert Baden-Powell en 1908 — y était déjà implanté, favorisé par la rotation des unités avec la métropole. À Alexandrie, la communauté italienne avait, à l'imitation des Britanniques, sa propre troupe de boys scouts. C'est à leur contact que Paul et son jeune frère Marcel (1904-1990), admiratifs, demandèrent à intégrer l'unité. En 1912, ils prononçaient leur promesse, puis décidèrent de fonder leur propre troupe française. Une première patrouille, le « Coq » vit le jour bientôt rejointe par celle du « Chêne », fonctionnant toutes les deux avec les Italiens.
En 1914, à cause de la Première Guerre mondiale, la famille Coze regagna la France et s'établit dans le 16e arrondissement de Paris. Les deux frères ne rêvaient que d'une chose, vivre le scoutisme. Ils trouvèrent un appui en la personne du chanoine Cornette, vicaire de Saint-Honoré d'Eylau, leur paroisse. Le 2 octobre 1916, Paul Coze tenait une conférence sur le scoutisme devant des paroissiens et leurs enfants. Ainsi fut fondée l'une des toutes premières troupes scoutes catholiques en France, Les Entraineurs de Saint-Honoré d'Eylau, avec Édouard de Macedo, leur chef. Environ quatre ans plus tard, la Fédération des scouts de France naissait et les Entraineurs devenaient alors les troupes Saint-Louis.

### L'essor du scoutisme et la découverte de la culture amérindienne
Depuis son enfance, Paul Coze avait rêvé à la lecture des romans de Mayne-Reid ou de Fenimore Cooper aux mystères des terres de l'Ouest, peuplées par des tribus indiennes fières et sauvages.
Une rencontre allait déclencher en lui une véritable vocation qui allait faire du jeune homme un spécialiste de la culture amérindienne. En 1920, au cours d'un camp inter-fédéral près de Compiègne, il fait la connaissance d'un Peau-Rouge, instructeur dans une patrouille scoute américaine, qui lui transmet l'art d'utiliser le bois, de se camoufler, de lire une piste, etc. Paul Coze est pris alors d'une soif dévorante de connaissance des Amérindiens et de leur culture, fasciné par la richesse de la philosophie et de la spiritualité amérindienne, transmise de génération en génération par des chants et des danses d'une beauté magique.
Il est le premier détenteur du badge de bois au cours du premier camp-école de Chamarande en 1923 et devient commissaire national des Scouts de France au jamboree mondial de 1929 à Birkenhead.
Paul Coze conserva des responsabilités au sein du nouveau mouvement, qui connut une extension rapide sous l'impulsion du père Sevin. Premier rédacteur de la revue Scout, il embaucha et encouragea Pierre Joubert comme dessinateur en 1927.

### Les arts décoratifs: l'illustrateur et le peintre
Étudiant à l'École nationale des arts décoratifs de Paris, Paul Coze imagine un spectacle peau-rouge avec des costumes, des danses et des chants devant des parents et amis médusés mais curieux. Un certain nombre se joignent à lui et créent le Club Wakanda (« Grand Esprit » en sioux). Ensemble, ils s'instruisent sur les Amérindiens et montent de nouveaux spectacles.
Au milieu des années 1920, il illustre des romans scouts, comme ceux de Pierre Delsuc et devient directeur artistique de l'éditeur Henry Étienne, 53 rue Réaumur.
Peintre animalier, spécialiste des chevaux et des félins, Paul Coze se rend régulièrement au cirque pour y puiser ses sources d'inspirations. À cette occasion, il fait la connaissance d'Os-Ko-Mon, un Peau-Rouge vedette d'un numéro équestre. Le rejoignant dans sa loge, Coze lui amène un tambour et lui demande lui chanter un air authentique. Os-Ko-Mon lui apprend qu'il a tout oublié. Paul Coze lui laisse le tambour et il est surpris de recevoir, quelques jours plus tard, la visite du Peau-Rouge. Os-Ko-Mon s'installe, le tambour à la main et doucement, puis avec force, chante une mélopée d'une étrange beauté, plus émouvant que tout ce que Paul Coze avait imaginé ; en s'exerçant avec le tambour, il s'était souvenu de chansons entières.
Os-Ko-Mon retrouve peu à peu la mémoire et enseigne non seulement des chants à Paul Coze mais aussi des danses traditionnelles et des coutumes sacrées. Il lui apprend à réaliser une authentique coiffure amérindienne avec des plumes d'aigles. Parcourant tout Paris à la recherche de ces plumes rares, il déniche à un prix dérisoire tout un stock qu'avait commandé Buffalo Bill pour son spectacle Wild West de 1905.

### Sur les traces des Peaux-Rouges
Paul Coze fait son service militaire en 1923 à Mayence, en Allemagne, dans un régiment d'artillerie. Blessé dans un incendie de la caserne, il est réformé et pendant sa convalescence, il découvre une série d'articles sur l'extermination des Indiens d'Amérique. Paul correspond avec l'auteur, René Thévenin et lui propose de collaborer pour écrire un livre. L'ouvrage, Mœurs et histoire des Peaux-rouges (Payot, 1928) est immédiatement couronné par l'Académie française.

#### Premier voyage
Remarqué au Canada grâce à son livre, Paul Coze est invité par la Compagnie de chemins de fer canadiens pour étudier les Indiens d'Amérique du Nord. Il arrive à Lorette, près de Montréal le 12 juin 1928, en uniforme scout et est accueilli par un groupe de Hurons. Paul est déçu car ils sont habillés comme des blancs et habitent des maisons en bois. Il poursuit son périple de l'Atlantique au Pacifique en train, mais à chaque arrêt la déception subsiste.
À Ottawa, il est invité par le surintendant aux Affaires indiennes à Fort Qu'Appelle, réserve sioux à l'écart de la ligne de chemin de fer. Paul Coze essaye de communiquer par signes avec les Amérindiens, qui demeurent impassibles. Las, il se met à crayonner des portraits sur son carnet. Aussitôt, les Amérindiens se pressent autour de Masina' Epiewasis (« l'homme qui sait faire une image »). Un vieil homme l'invite alors dans son tipi et c'est avec une grande joie que Paul Coze, comme le lui enseigna Os-Ko-Mon, se met à fumer le calumet.
De retour en France, il n'a qu'une idée, retourner en Amérique, persuadé que les Amérindiens de ses lectures sont encore vivants, loin des écoles et des réserves, dans les terres sauvages du Canada.
Il racontera ce premier voyage dans un livre, Wakanda (Rédier, 1929) et organisera de nombreuses conférences. Il expose aussi en 1929 au Salon des artistes français la toile Étude de nu, la sanguine Tête de Sioux et participe au Salon des indépendants.

#### Deuxième voyage
Le professeur Paul Rivet, directeur du musée d'Ethnographie du Trocadéro (actuel musée de l'Homme), s'intéresse à Paul Coze et lui confie une mission d'ethnologie au Canada.
La « Mission Paul Coze » est un évènement dans le monde du scoutisme français de par son aspect officiel et scientifique, mais aussi parce que Coze choisit comme coéquipiers quatre anciens scouts : un médecin, un dessinateur, un historien, un étudiant et un photographe-opérateur, à savoir Henry Deschamps, Raymond Gid, Gabriel Eymonnet, Georges-Claude Beaudroit, ainsi que pour les films Baroncelli, Louis Chaix.
Ils débarquent au Canada le 6 juillet 1930 et vont sillonner les réserves amérindiennes à bord d'une vieille Ford modèle 1905. Fin août, ils atteignent Big River en Saskatchewan, puis, au terme d'un parcours de 500 km vers le nord en canoë, ils parviennent dans une tribu de Cris. Le chef leur demande innocemment des nouvelles du roi de France : Paul a enfin trouvé la tribu qu'il cherchait !
Paul Coze offre aux Amérindiens, en signe d'amitié, les plumes d'aigles achetées à Paris, quelques années auparavant. Les Cris, de leur côté, les accueillent avec gentillesse et leur apprennent à fabriquer un canoë, à dépecer un animal, à peindre un tipi ou encore le secret des plantes médicinales. Mais ils ne répondent à aucune questions qui touche au domaine des croyances et des coutumes religieuses.
Pourtant, le vieux chef cri, Kamaïstit, peu de temps avant le départ de la mission, fait savoir à Coze qu'il désire en faire son fils adoptif. Les liens sont noués au cours de l'étrange cérémonie de la « loge à transpirer » dont Paul Coze ne révèlera que peu de choses dans ses ouvrages. Ils méditent ensemble et Kamaïstit l'initie alors au code moral et aux croyances de la tribu. Puis sous l'inspiration de Wakanda, annonce le nom qu'il a choisi pour Paul : Kanéo Kwaniow (« Quatre plumes d'aigle »), en souvenir du gage d'amitié de Coze à son arrivée. Ce jour-là, il comprend l'importance de la vie spirituelle des Amérindiens et de leur philosophie : Kamaïstit refusait de répondre à Paul Coze l'ethnologue, mais acceptait d'en parler à celui qui était devenu un fils.
Fin 1931, l'exposition Peaux-rouges d'hier et d'aujourd'hui s'ouvre au musée d'Ethnographie du Trocadéro.
Coze raconta cette expédition dans un livre, Cinq scouts chez les Peaux-rouges (Champs-Élysées, 1932). La même année, en avril, un film documentaire est produit et projeté à Paris : Peaux-rouges d'hier et d'aujourd'hui.

#### Troisième voyage
Paul Coze entreprit une seconde expédition chez les Cris, accompagné de sa jeune épouse. Il rapportera de ces voyages plusieurs films (dont un de la loge à transpirer), des photographies, des enregistrements de chants sur rouleaux de cire qui sont aujourd'hui des documents uniques. Tout cela, avec plusieurs milliers d'objets, constitua une collection qui fit l'objet d'une exposition au musée du Trocadéro à Paris.
Paul Coze raconta ce troisième voyage dans un livre Quatre feux (Camping, 1935).

### La passion de l'art amérindien
En 1933, John Collier, le chef du Bureau des affaires indiennes à Washington, l'invite à venir découvrir les populations amérindiennes du sud-ouest des États-Unis. Pendant 5 ans, Paul Coze viendra chaque année passer plusieurs mois en Arizona et au Nouveau-Mexique. Il séjourne alors régulièrement chez Chee Dodge, le dernier grand chef navajo, se liant d'amitié avec son fils Tom. Coze y découvre les richesse artistique du peuple amérindien : les fresques ornant les murs des Kivas, les temples souterrains, les peintures et tapis des Navajos, la poterie, la vannerie et les bijoux des Pueblos.
Paul Coze se passionne aussi pour la pratique du lasso, apprise des cow-boys. Il est d'ailleurs l'inventeur de la cholla, sorte de polo. En 1935, il crée en France le Cercle du lasso, se greffant sur le Club Wakanda. Il publie en 1934 un recueil de croquis, Rodéos de cow-boys et les jeux du lasso (SFLE, 1934).
Mais Paul Coze est sensible à l'agonie du peuple amérindien et décide d'encourager leurs activités artistiques. À cette époque, Dorothy Dunn (en), une enseignante d'art américaine, ouvre le premier studio d'art amérindien à Santa Fé, au Nouveau-Mexique. Coze lui rend visite et lui propose de faire exposer les toiles de ses élèves amérindiens à Paris. Cette exposition eut lieu en juin 1934, au musée du Trocadéro. La moitié des 200 tableaux exposés fut vendue : l'art amérindien était ainsi reconnu par la France.
Il continue de promouvoir la civilisation peau-rouge en France en donnant de multiples conférences. Il est d'ailleurs membre fondateur du Club des explorateurs en 1937 et y côtoie notamment Paul-Émile Victor et Guy de Larigaudie.
En 1938, Paul Coze décide de s'installer définitivement à Pasadena, en Californie. L'hiver, il dispense des leçons de peinture, écrit des articles et donne des conférences. L'été, il séjourne dans les réserves pour étudier la mythologie amérindienne. Cette année-là, il convainc John Collier de monter un spectacle peau-rouge. Il choisit lui-même les acteurs parmi les tribus de la région et leur demande d'écrire un scénario illustrant les légendes amérindiennes. C'est à Phoenix, en Arizona, que se donne pour la première fois Desert-Song, un ballet-drame en 13 tableaux. Le spectacle connaît un immense succès.
De 1942 à 1952, Paul Coze est le président du jury du festival de danses indiennes de Flagstaff. Par son exigence, il œuvre pour que les rituels indiens ne deviennent pas des mascarades pour touristes, mais qu'ils conservent toute leur symbolique et leur authenticité.

### Le respect des croyances
Les tribus amérindiennes, lassées d'être envahies par des touristes irrespectueux de leurs traditions lors des fêtes religieuses, avaient fermé leurs villages. Paul Coze travailla pendant de nombreuses années à expliquer les mythes religieux et la signification des danses traditionnelles. Il rédigeait également des codes de bonne conduite pour les visiteurs. C'est ainsi qu'il put écrire un article sur les dieux Shalakos en soumettant sa publication à l'autorisation de la tribu Zuñi. De même, il eut l'idée de reconstituer, à l'aide de figurines disposées dans un décor naturel, les danses Hopi des Kachinas, et de les photographier. Il publia 70 de ces photographies spectaculaires dans un numéro d’Arizona Highway Magazine en 1971.
Grâce à la confiance des Amérindiens, Paul Coze reçut d'un vieux chef hopi des photographies cachées depuis le début du siècle — probablement prises par Edward S. Curtis — sur la très mystérieuse danse du Serpent. Il promit d'attendre 15 ans avant de publier ces clichés et il tint parole.

### L'artiste peintre
En 1951, Paul Coze peint pour le compte de l'Association nationale des parcs et monuments une série d'une quinzaine de tableaux sur la vie préhistorique des Amérindiens du sud-ouest américain.
En 1952, il s'installe à Phoenix en Arizona et y est nommé, grâce à son ami Romain Gary, consul honoraire de France. Il profita de sa notoriété pour fonder dans cette ville une école de dessin. Il y enseignait une méthode personnelle d'esquisse. Walter T. Foster en tira l'ouvrage Quick sketching with Paul Coze en 1972.
En 1962, il gagna le concours, organisé par la Ville de Phoenix, de la réalisation d'une œuvre artistique pour le nouvel aéroport. Il y exécuta, à l'aide de son épouse, une fresque monumentale de 6 × 25 m composée de 52 médiums différents (verre, sable, pierres précieuses, métaux…) représentant des motifs amérindiens.
Après cette réalisation majeure, il reçut un grand nombre de commandes pour des fresques monumentales : pour l'hôtel de ville, puis pour la ville Prescott, et encore une sculpture géante L'Oiseau de Phoenix pour le grand centre commercial. Puis ce fut la banque Arizona Title and Trust qui lui commanda une sculpture murale de 53 m pour son nouveau gratte-ciel. Il décora aussi les 1 200 m2 du Colisée de Phoenix.

### «Aucun homme blanc n'a autant fait pour les Indiens»
La réussite de Paul Coze ne se chiffre pas en dollars, elle est dans le souvenir d'un homme qui fut l'un des principaux artisans de la renaissance culturelle et artistique du peuple amérindien. À ce titre, le sénateur de l'Arizona Barry Goldwater disait de lui : « No white man has done so much for the Indians » (« Aucun homme blanc n'a fait autant pour les Indiens »).
Paul Coze a eu le grand mérite de croire en eux à une époque où les seuls Amérindiens que connaissaît l'Amérique étaient ceux des plateaux d'Hollywood. Animé d'un idéal qui devait beaucoup au scoutisme, il a lutté pour la survie d'un peuple qui se mourait de désespoir au milieu de l'indifférence générale.
Il a terminé sa vie dans son vieux ranch, entouré de pamplemoussiers, au milieu de ses paperasses consulaires, de ses toiles, de ses pots de peinture, de ses poupées kachinas, de ses calumets, de ses tambours et de ces mille objets qui avaient chacun leur histoire.
Le bonheur pour lui se résumait en trois mots : le scoutisme, les Amérindiens et la peinture.
Nommé consul de France à Phoenix, Paul Coze meurt en 1974 et est enterré au St. Francis Catholic Cemetery (en) de Phoenix.
Le 27 novembre 1930 il épousait Marie-Laure (1909-1984), la fille du comte et de la comtesse de La Loge d'Ausson, dont postérité.

## Postérité
En France, un groupe scout SUF porte son nom : IIIe Paris - Paul Coze.
Aux États-Unis, la fresque peinte au terminal 2 de l'aéroport de Phoenix fait l'objet de toutes les attentions quant à sa sauvegarde, comme en témoigne l'article de Susie Steckner dans Phoenix Magazine de septembre 2008.
Une exposition virtuelle sur le thème des Indiens d'Amérique du nord est présentée en 2009 sur le site de la galerie Michelle Champetier et consacre un de ses pages à Paul Coze (photographies, aquarelles et croquis originaux).

## Publications

### En tant qu'auteur
- Pour devenir scout de seconde classe, H. Verley, 1926.
- Mœurs et histoire des Peaux-Rouges, avec René Thévenin, Éd. Payot, 1928, prix Fabien de l'Académie française ; réédité chez Payot sous le titre Mœurs et histoire des Indiens d'Amérique du Nord.
- Wakanda, Éd. Alexis Redier, 1929.
- Peaux-rouges d'hier et d'aujourd'hui, exposition de la Mission Paul Coze, Paris Musée d'ethnographie du Trocadéro, 1931.
- Cinq scouts chez les Peaux-Rouges, Éd. Librairie des Champs-Élysées, 1932.
- Rodéos de Cow-boys et les jeux du lasso, Éd. SFLE, 1934.
- Quatre feux, Éd. Camping, 1935.
- L'Oiseau-Tonnerre: paysages et magie Peaux-Rouges, Éd. Je Sers, 1938.

### En tant qu'illustrateur
- Contes de fées, Charles Perrault, Éd. Ducrocq-Chulliat, 1921.
- Le Voyage de l'Isabella au centre de la Terre, Léon Creux, Éd. Ducrocq, 1922.
- La Rude nuit de Kervizel, Pierre Delsuc, Éd. Spes, 1927.
- L'Illustration, no 4589, 14 février 1931, sur les peaux-rouges, plusieurs planches en couleur.
- L'Illustration, no 4654, 14 mai 1932, sur l'assassinat de Paul Doumer : Paul Coze, témoin oculaire, fit un croquis de la scène.
- Kateri Tekakwitha. Le Lys de la Mohawk, la Fleur du Saint-Laurent, Robert Rumilly, Éd. Bouasse-Jeune et Cie, 1934.
- Une nuit dans la pampa, Roland de La Villèsbrunne, Éd. J. de Gigord, 1937.